# Aeropuerto de Jessore
El Aeropuerto de Jessore  (en bengalí: যশোর বিমানবন্দর) (IATA: JSR, ICAO: VGJR)  es el nombre que recibe un aeropuerto doméstico en Jessore, una localidad y distrito de la región suroeste del país asiático de Bangladés. Cuatro aerolíneas distintas: Biman Bangladesh Airlines, Novoair, United Airways, y US-Bangla Airlines, ofrecen vuelos con un único destino, la ciudad capital de Daca.
Se trata de una instalación mixta de uso tanto civil como militar que es administrada por la autoridad de Aviación Civil de Bangladés. Con una pista que se eleva unos 4 metros (12 pies) sobre el nivel medio del mar.